# 다카세촌 (야마가타현 아쿠미군)
다카세촌(高瀬村)은 야마가타현 아쿠미군에 있던 촌이다.

## 역사
- 1889년 4월 1일 - 정촌제 시행에 의해 아쿠미군 다카세촌이 성립하였다.
- 1954년 8월 1일 - 구 유자정, 니시유자촌, 와라비오카촌, 이나가와촌, 후키우라촌과 합병해 유자정이 신설되어 소멸하였다.

## 참고문헌
- 『市町村名変遷辞典』東京堂出版、1990年。